# Дон Салескі
Дон Салескі (англ. Don Saleski, нар. 10 листопада 1949, Мус-Джо) — колишній канадський хокеїст, що грав на позиції крайнього нападника.
Володар Кубка Стенлі. Провів понад 600 матчів у Національній хокейній лізі. 

## Ігрова кар'єра
Хокейну кар'єру розпочав 1966 року.
1969 року був обраний на драфті НХЛ під 64-м загальним номером командою «Філадельфія Флаєрс». 
Протягом професійної клубної ігрової кар'єри, що тривала 11 років, захищав кольори команд «Філадельфія Флаєрс» та «Колорадо Рокіз».
Загалом провів 625 матчів у НХЛ, включаючи 82 гри плей-оф Кубка Стенлі.

## Нагороди та досягнення
- Володар Кубка Стенлі в складі «Філадельфія Флаєрс» — 1974, 1975.

## Статистика
| Сезон        | Клуб                 | Ліга         | Регулярний сезон | Регулярний сезон | Регулярний сезон | Регулярний сезон | Регулярний сезон | Плей-оф | Плей-оф | Плей-оф | Плей-оф | Плей-оф |
| Сезон        | Клуб                 | Ліга         | І                | Г                | П                | О                | ШХ               | І       | Г       | П       | О       | ШХ      |
| ------------ | -------------------- | ------------ | ---------------- | ---------------- | ---------------- | ---------------- | ---------------- | ------- | ------- | ------- | ------- | ------- |
| 1966–67      | «Реджайна Петс»      | ЗКХЛ         | 38               | 3                | 2                | 5                | 6                | 3       | 0       | 0       | 0       | 0       |
| 1967–68      | «Реджайна Петс»      | ЗКХЛ         | 58               | 6                | 9                | 15               | 34               | —       | —       | —       | —       | —       |
| 1968–69      | «Реджайна Петс»      | СМХЛ         | 40               | 33               | 25               | 58               | 117              | —       | —       | —       | —       | —       |
| 1968–69      | «Реджайна Петс»      | МК           | —                | —                | —                | —                | —                | 11      | 6       | 6       | 12      | 19      |
| 1969–70      | «Вінніпег Джетс»     | ЗКХЛ         | 2                | 1                | 0                | 1                | 12               | —       | —       | —       | —       | —       |
| 1969–70      | «Саскатун Блейдс»    | ЗКХЛ         | 3                | 0                | 1                | 1                | 4                | —       | —       | —       | —       | —       |
| 1970–71      | «Квебек Ейсес»       | АХЛ          | 72               | 9                | 7                | 16               | 51               | 1       | 0       | 0       | 0       | 0       |
| 1971–72      | «Філадельфія Флаєрс» | НХЛ          | 1                | 0                | 0                | 0                | 0                | —       | —       | —       | —       | —       |
| 1971–72      | «Ричмонд Робінс»     | АХЛ          | 73               | 22               | 35               | 57               | 111              | —       | —       | —       | —       | —       |
| 1972–73      | «Філадельфія Флаєрс» | НХЛ          | 78               | 12               | 9                | 21               | 205              | 11      | 1       | 2       | 3       | 4       |
| 1973–74      | «Філадельфія Флаєрс» | НХЛ          | 77               | 15               | 25               | 40               | 131              | 17      | 2       | 7       | 9       | 24      |
| 1974–75      | «Філадельфія Флаєрс» | НХЛ          | 63               | 10               | 18               | 28               | 107              | 17      | 2       | 3       | 5       | 25      |
| 1975–76      | «Філадельфія Флаєрс» | НХЛ          | 78               | 21               | 26               | 47               | 68               | 16      | 6       | 5       | 11      | 47      |
| 1976–77      | «Філадельфія Флаєрс» | НХЛ          | 74               | 22               | 16               | 38               | 33               | 10      | 0       | 0       | 0       | 12      |
| 1977–78      | «Філадельфія Флаєрс» | НХЛ          | 70               | 27               | 18               | 45               | 44               | 11      | 2       | 0       | 2       | 19      |
| 1978–79      | «Філадельфія Флаєрс» | НХЛ          | 35               | 11               | 5                | 16               | 14               | —       | —       | —       | —       | —       |
| 1978–79      | «Колорадо Рокіз»     | НХЛ          | 16               | 2                | 0                | 2                | 4                | —       | —       | —       | —       | —       |
| 1979–80      | «Колорадо Рокіз»     | НХЛ          | 51               | 8                | 8                | 16               | 23               | —       | —       | —       | —       | —       |
| 1979–80      | «Форт-Ворт Тексанс»  | ЦПХЛ         | 19               | 9                | 6                | 15               | 18               | 14      | 5       | 6       | 11      | 20      |
| Усього в НХЛ | Усього в НХЛ         | Усього в НХЛ | 543              | 128              | 125              | 253              | 629              | 82      | 13      | 17      | 30      | 131     |